# クイリナーレ宮殿のコーヒー・ハウスでベネディクトゥス14世を訪れるカルロス3世

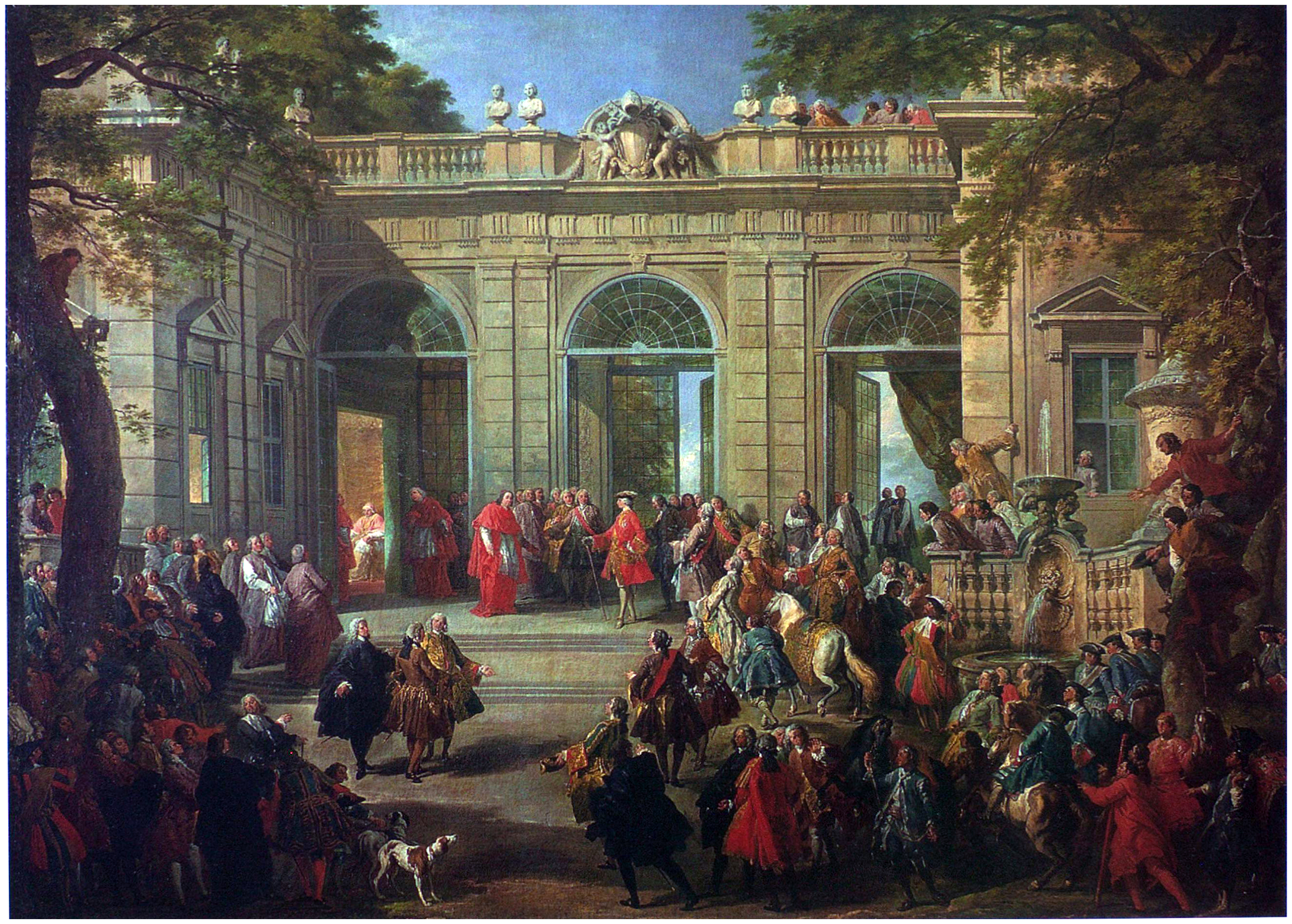
クイリナーレ宮殿のコーヒー・ハウスでベネディクトゥス14世を訪れるカルロス3世(ジョバンニ・パオロ・パンニーニ作)

クイリナーレ宮殿のコーヒー・ハウスでベネディクトゥス14世を訪れるカルロス3世 (伊: Carlo di Borbone visita il papa Benedetto XIV nella coffee-house del Quirinale 英: Charles of Bourbon Visiting Pope Benedict XIV at the Coffee House del Quirinale)は、イタリアの画家のジョバンニ・パオロ・パンニーニによるキャンバス油絵で、1746年にブルボン王カルロス3世から依頼され、同年に完成した。この作品は、1744 年のヴェッレトリの戦いでブルボン軍がオーストリア軍に勝利した後のカールのローマ訪問を描いている。カルロスと教皇ベネディクト14世はすでに友人であり、1741年に協定を締結していた。
当初はナポリのカポディモンテ宮殿に飾られていたが、1806年に学舎宮殿に移された。 1943年、連合国軍がナポリに到着する直前、ヘルマン・ゲーリング率いるドイツ兵がこの絵を持ち帰り、イタリア社会共和国に贈呈した。この作品は戦後ナポリに戻され、カポディモンテ国立博物館のコレクションに加わり、現在もサン・ピエトロ大聖堂を訪問するカルロス3世とともに展示されている。